# Chlorodrepana
Chlorodrepana là một chi bướm đêm thuộc họ Geometridae.

## Các loài
- Chlorodrepana allevata Prout, 1915
- Chlorodrepana rothi Warren, 1899